# 奮起湖弁当
奮起湖弁当（ふんきこべんとう、繁体字中国語: 奮起湖便當）または奮起湖鉄路弁当(繁体字中国語: 奮起湖鐵路便當）は台湾嘉義県竹崎郷中和村奮起湖発祥の駅弁を元にした弁当。ホームでの駅売りはなくなってしまったが、駅周辺の奮起湖老街にあるホテルや飲食店などで現在も販売している。

## 歴史
日本統治時代に台湾各地でも鉄道駅で弁当を即売する露天商が出現していた。
また、奮起湖駅が阿里山森林鉄路での重要な拠点駅であり、初期の列車は嘉義駅から阿里山まで7時間かけて運行していたため、奮起湖が上下列車の交換、機関車への給水地点であり、朝に嘉義駅を出発した乗客だけでなく乗務員の休息拠点も兼ねており、昼食時間帯だったことから食事の需要は存在していた。戦前は駅そばが売られていた。
戦後は林務局玉山林管処の福利委員会がその従業員への弁当を用意するようになったが、当時は長時間の運送中に変質してしまうことを考慮し、奮起湖近辺の店舗で調理されたものを調達することになった。
民国50年代（1960年代）、中興号列車が阿里山線での運行を開始すると、奮起湖の食堂から駅へ届ける業者が現れ、奮起湖弁当を買い求める観光客が大幅に増加した。最盛期には1日2,000個が売れたという。『沒吃過奮起湖便當，彷彿沒到過阿里山（奮起湖弁当を食さずには阿里山へ行ったことにはならない）』とフレーズが流行するほどだった。
民国70年代（1980年代）に阿里山公路が開通すると鉄道利用者の減少とともに弁当の販売量も1日20個足らずと打撃を受けた。それでも阿里山線が観光鉄道として再生が図られると、マスメディアに取り上げられたり、2002年6月より統一超商（セブンイレブン）との共同開発で地元以外での販路が拡大し、注目度が上昇した。翌2003年には50周年記念版と銘打った限定メニューを展開、それ以来1日6,000食が売れるようになり、2009年には弁当の60周年と銘打ち、食堂経営者とセブンイレブンが1年かけて開発した限定版を同年夏に起きた八八水災からの復興祈願も込めて販売するなど、現在も奮起湖観光の目玉となっている
容器も初期は保温を意識した金属製だったが、木製、紙製と時代ごとに変遷している。

## 派生
- 奮起湖雞腿握便當：台湾セブンイレブンが展開する奮起湖弁当を元に開発したおにぎり[12]